# Zbigniew Smalko
Zbigniew Tadeusz Smalko (ur. 11 września 1930, zm. 22 stycznia 2020) – polski specjalista budowy i eksploatacji maszyn, prof. dr hab. inż.

## Życiorys
W 1955 ukończył studia na Dnieprzańskim Uniwersytecie Narodowym im. Ołesia Honczara. W 1960 obronił pracę doktorską, w 1974 uzyskał stopień doktora habilitowanego. 1 lipca 1989 nadano mu tytuł profesora w zakresie nauk technicznych. Objął funkcję profesora zwyczajnego w Zakładzie Eksploatacji i Utrzymania Pojazdów na Wydziale Transportu Politechniki Warszawskiej oraz w Instytucie Technicznym Wojsk Lotniczych.
Był członkiem Ministerstwa Nauki i Szkolnictwa Wyższego (Zespół Specjalistyczny, Interdyscyplinarny, Doradczy i Zadaniowy Ministra); Zespołu Interdyscyplinarnego do spraw Współpracy z Zagranicą, Komisji Badań na Rzecz Rozwoju Gospodarki Rady Nauki Ministerstwa Nauki i Szkolnictwa Wyższego, Komitetu Badań Naukowych Zespołu Górnictwa, Geodezji i Transportu (T-12), a także członkiem prezydium Komitetu Transportu na IV Wydziale Nauk Technicznych Polskiej Akademii Nauk.
Zmarł 22 stycznia 2020.